# Баю-Ла-Батр
Баю-Ла-Батр (англ. Bayou La Batre) — місто (англ. city) в США, в окрузі Мобіл штату Алабама. Населення — 2204 особи (2020).

## Географія

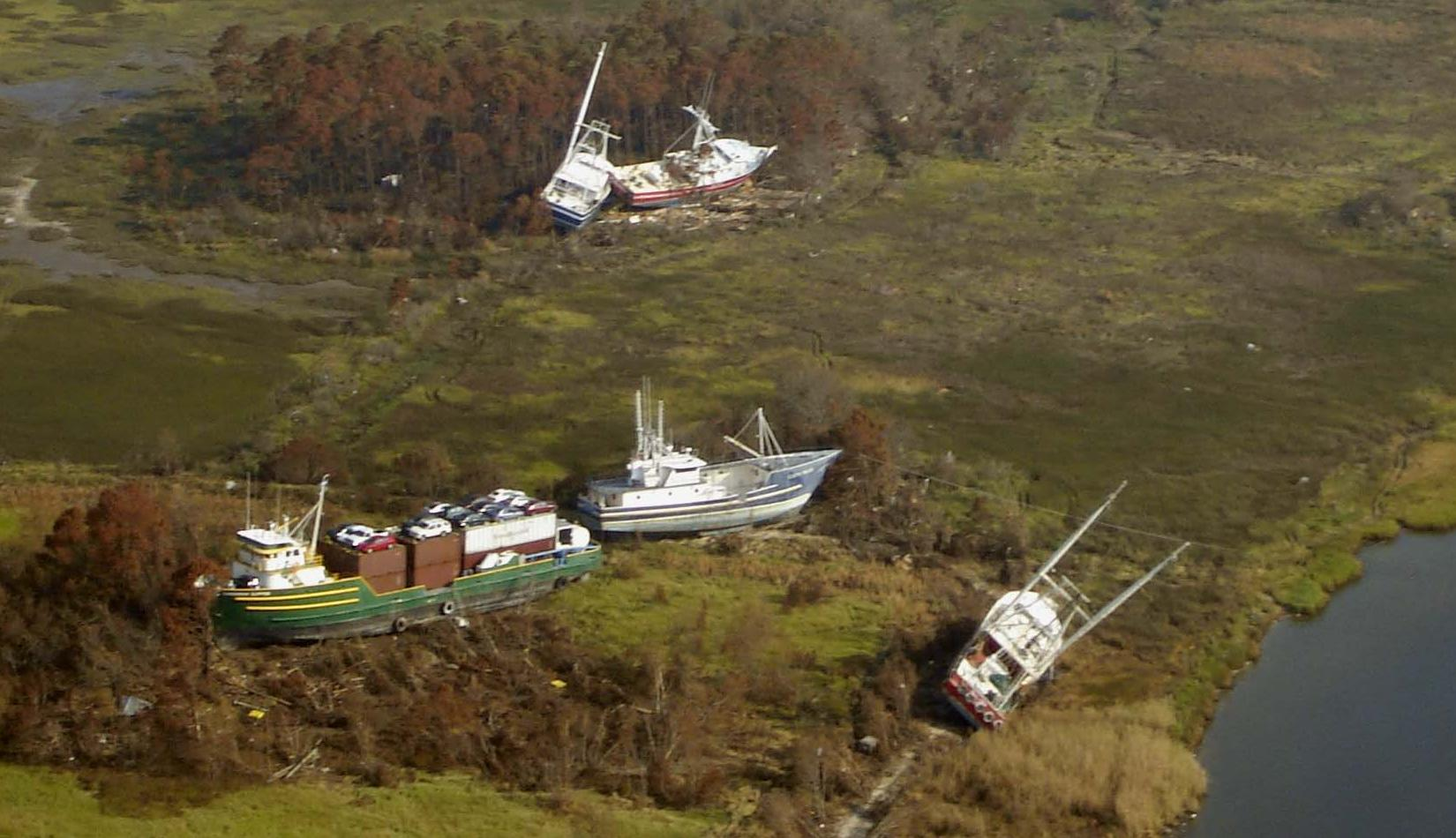
Судна в Баю-Ла-Батрі після урагану Катріна

Баю-Ла-Батр розташований в місці впадіння Міссісіпі в Мексиканську затоку на півдні штату Алабама за координатами 30°24′27″ пн. ш. 88°15′48″ зх. д. / 30.40750° пн. ш. 88.26333° зх. д. (30.407586, -88.263271).  За даними Бюро перепису населення США в 2010 році місто мало площу 19,74 км², з яких 19,37 км² — суходіл та 0,37 км² — водойми. Відомий з кінця 19 і початку 20 століття як курортне місто з лікувальною водою. Зараз Баю-Ла-Батр є столицею морепродуктів штату Алабама.

### Клімат
Місто знаходиться у зоні, котра характеризується вологим субтропічним кліматом. Найтепліший місяць — липень із середньою температурою 27.1 °C (80.8 °F). Найхолодніший місяць — січень, із середньою температурою 9.9 °С (49.8 °F).
| Клімат Баю-Ла-Батра     | Клімат Баю-Ла-Батра | Клімат Баю-Ла-Батра | Клімат Баю-Ла-Батра | Клімат Баю-Ла-Батра | Клімат Баю-Ла-Батра | Клімат Баю-Ла-Батра | Клімат Баю-Ла-Батра | Клімат Баю-Ла-Батра | Клімат Баю-Ла-Батра | Клімат Баю-Ла-Батра | Клімат Баю-Ла-Батра | Клімат Баю-Ла-Батра | Клімат Баю-Ла-Батра |
| Показник                | Січ.                | Лют.                | Бер.                | Квіт.               | Трав.               | Черв.               | Лип.                | Серп.               | Вер.                | Жовт.               | Лист.               | Груд.               | Рік                 |
| Абсолютний максимум, °C | 26,7                | 27,8                | 28,9                | 31,1                | 35                  | 37,2                | 38,3                | 38,3                | 37,2                | 36,7                | 31,7                | 26,7                | 38,3                |
| Середній максимум, °C   | 15,9                | 17,4                | 20,9                | 24,8                | 28,2                | 31,1                | 32,2                | 31,9                | 30,4                | 26,4                | 21,4                | 17,5                | 24,8                |
| Середня температура, °C | 9,9                 | 11,4                | 14,7                | 19                  | 22,8                | 25,9                | 27,1                | 27                  | 25,1                | 20,1                | 14,9                | 11,4                | 19,1                |
| Середній мінімум, °C    | 3,9                 | 5,3                 | 8,7                 | 13,2                | 17,3                | 20,7                | 22,2                | 22                  | 19,8                | 13,8                | 8,4                 | 5,3                 | 13,4                |
| Абсолютний мінімум, °C  | −17,2               | −11,1               | −8,3                | 0                   | 5                   | 7,2                 | 13,3                | 14,4                | 4,4                 | −1,1                | −5,6                | −13,9               | −17,2               |
| Норма опадів, мм        | 140                 | 138                 | 148                 | 120                 | 116                 | 136                 | 188                 | 178                 | 157                 | 98                  | 104                 | 119                 | 1642                |
| Днів з опадами          | 9                   | 8                   | 7                   | 5                   | 6                   | 9                   | 12                  | 11                  | 8                   | 5                   | 6                   | 8                   | 93                  |
| ----------------------- | ------------------- | ------------------- | ------------------- | ------------------- | ------------------- | ------------------- | ------------------- | ------------------- | ------------------- | ------------------- | ------------------- | ------------------- | ------------------- |
| Джерело: Weatherbase    |                     |                     |                     |                     |                     |                     |                     |                     |                     |                     |                     |                     |                     |

## Демографія
Згідно з переписом 2010 року, у місті мешкало 2558 осіб у 868 домогосподарствах у складі 672 родин. Густота населення становила 130 осіб/км².  Було 990 помешкань (50/км²).
Расовий склад населення:
| - 60,3 % — білих - 22,8 % — азіатів - 12,3 % — чорних або афроамериканців - 0,4 % — корінних американців - 0,1 % — вихідців з тихоокеанських островів - 1,0 % — осіб інших рас |

До двох чи більше рас належало 3,2 %. Частка іспаномовних становила 2,8 % від усіх жителів.
За віковим діапазоном населення розподілялося таким чином: 28,9 % — особи молодші 18 років, 59,4 % — особи у віці 18—64 років, 11,7 % — особи у віці 65 років та старші. Медіана віку мешканця становила 33,7 року. На 100 осіб жіночої статі у місті припадало 102,2 чоловіків;  на 100 жінок у віці від 18 років та старших — 97,9 чоловіків також старших 18 років.
Середній дохід на одне домашнє господарство  становив 48 958 доларів США (медіана — 34 583), а середній дохід на одну сім'ю — 49 607 доларів (медіана — 40 294). Медіана доходів становила 44 545 доларів для чоловіків та 16 500 доларів для жінок. За межею бідності перебувало 30,1 % осіб, у тому числі 47,3 % дітей у віці до 18 років та 18,4 % осіб у віці 65 років та старших.
Цивільне працевлаштоване населення становило 1020 осіб. Основні галузі зайнятості: виробництво — 20,9 %, сільське господарство, лісництво, риболовля — 14,1 %, гуртова торгівля — 12,7 %, роздрібна торгівля — 12,7 %.